# Atentado a mezquita de Bloomington de 2017
El 5 de agosto de 2017, una bomba explotó en las oficinas de una mezquita en la ciudad de Bloomington, en el estado estadounidense de Minnesota. El hecho se produjo a las 5:05 a. m.. cuando en el centro islámico solo había entre 15 y 20 personas. Los fieles lograron apagar el incendio provocado por la detonación del artefacto antes de que llegaran los bomberos y autoridades locales a sofocarlo. Según un testigo, un hombre había bajado de un automóvil y después lanzó la bomba a la ventana del recinto islámico llamado Dar Al-Farooq. La policía de la ciudad indicó que ninguna persona había resultado perjudicada por la explosión del artefacto y que solo se reportaron daños materiales en la ventana y al interior de la oficina de la mezquita.
Además, como parte de la investigación, el director ejecutivo del centro islámico, Mohamed Omar, indicó que el lugar recibía ocasionalmente llamadas y correos amenazantes. 
Las autoridades señalaron que la motivación del autor del ataque era posiblemente por odio a la religión musulmana. Dicho autor no ha sido identificado y la policía sigue en busca de este.
En cuanto a las reacciones, la Sociedad Musulmana Estadounidense de Minnesota condenó el atentado. Por otro lado, el parlamentario musulmán Keith Ellison criticó al presidente Donald Trump por no haber hecho ningún pronunciamiento en relación con el ataque explosivo a la mezquita de Minnesota.
El gobernador de Minnesota calificó el «acto de terrorista» con relación a la islamofobia.